# Британська шляхта
Британська шляхта — включає в себе більшість перства.
Рангами перства Сполученого королівства, в порядку убування, є герцог, маркіз, граф, віконт й барон.
До прийняття Акту про Палату лордів 1999 року, всі пери Сполученого королівства автоматично могли засідати в Палаті лордів. Проте, починаючи з цієї дати, більшість спадкових перів перестали бути членами Палати лордів в рамках Парламентської реформи, в той час як довічні пери зберегли свої місця. Всім спадковим перам з першої креації (тобто, ті, для кого перство було спочатку створено, на відміну від тих, хто успадкував титул пера від предків), і всім, хто живе спадковим перам, які служили в якості Лідера палати лордів було запропоновано довічне перство для того, щоб дати їм можливість брати участь у засіданнях палаті, якщо вони того побажають.
Маркізи, графи, віконт і барони все титулуються як «Лорд X», де «X» представляє або їх територію або прізвище, що має відношення до їх титулу. Маркізи, графині, віконтесі і баронеси все титулуються як «Леді X». Герцоги і герцогині титулуються як «Герцог» або «Герцогиня» або більш як правило, «Ваша Світлість».

## Нове дворянство
Нове дворянство (англ. New nobility) — частина соціального стану англійського дворянства в XVI-XVII століттях, що на відміну від старого, традиційного дворянства пристосувалося до розвитку капіталістичних відносин у країні.
Основну масу нового дворянства склали джентрі — дрібні й середні сільські дворяни. Крім сільського господарства нові дворяни активно займалися торговельною й підприємницькою діяльністю. У роки Англійської революції XVII століття нове дворянство виступило союзником буржуазії в боротьбі проти короля.